# Sven Nissvandt
Sven Georg Nissvandt, född 25 maj 1868 i Jönköping, Jönköpings län, död 17 februari 1937 i Hedvig Eleonora församling i Stockholm, var en svensk direktör och revisor.
Sven Nissvandt var son till fabrikören Alfred Nissvandt och Emma Viridén. Efter att en tid ha verkat som bokhållare blev han 1900 verkställande direktör i AB Sveriges Allmänna Revisionsbyrå, en post som han innehade in på 1930-talet. 1912 blev han auktoriserad revisor. Nissvandt var revisor i Stockholms stads drätselnämnd 1919–1927 samt i ett flertal bank-, industri- och handelsföretag.
Nissvandt var ledamot av Svenska Revisorssamfundets kommitté angående behovet av offentliga revisorer 1907–1908 och av bokföringskommittén 1912–1916. Han var styrelseledamot i föreningen Auktoriserade revisorer samt i Svenska Revisorssamfundet. Han var medlem av Ömsesidiga Kreatursåterförsäkringsbolaget Roburs förvaltningsutskott 1915–1928, revisor i Allmänna Pensionsförsäkringsbolaget från 1916 och i Försäkrings-AB Securitas från 1929.
Sven Nissvandt var första gången gift 1895–1909 med Estella Tigerstedt (1847–1946), dotter till trävaruhandlaren Gustaf Adolf Fredrik Tigerstedt och Catharina Fredrika Schildt.
Andra gången var han gift 1909–1929 med Anna Lovisa "Anna-Lisa" Lindberg (1876–1957), dotter till Anders Pettersson Lindberg och Anna Margareta Skoglund samt förut gift med disponenten Vilhelm Anstrin. (Från detta äktenskap medföljde styvdöttrarna Gertrud (1900–1983), gift först med Birger Mörner och sedan med Göran Mörner, och Harriet (1904–1994) vilka båda upptog namnet Nissvandt.) Tillsammans fick de dottern Karin Nissvandt (1911–1991), gift med greve Lennart Bernadotte, och sonen Sven Nissvandt (1913–1996).
Tredje gången var han gift från 1929 till sin död med Gurli Gustafsson (1878–1955), dotter till övermaskinisten Johan Reinhold Gustafsson och Amalia Matilda Dalin och tidigare gift med Axel Springer. Gurli Springer-Nissvandts stiftelse har fått sitt namn efter henne.
Han är begravd i familjegrav på Norra begravningsplatsen utanför Stockholm.